# Хрестище (Берестинський район)
Хрести́ще (до 1859 — Дзябурівка) — село Берестинського району Харківської області. Населення становить 947 осіб.

## Географія
Село Хрестище знаходиться між автомобільними дорогами М18 і Р51. На відстані 1 км розташоване село Світле.

## Історія
1731 — дата заснування як села Дзябурівка. Прізвище Дзябура досі дуже поширене в селі.
1859 — перейменоване в с. Хрестище.
За даними на 1859 рік, у власницькому с. Хрестище (Дзябурівка) Костянтиноградського повіту Полтавської губернії мешкала 1061 особа (536 чоловічої статі та 525 — жіночої), було 407 дворових господарств.
Найзначніша подія дореволюційній історії села — селянське повстання 1902 р., що почалося в Костянтиноградському повіті, в тому числі і в Хрестище. Центром його була сусідня Карлівська економія, куди хрестищенські селяни постійно ходили на відпрацювання. Проти повсталих були кинуті урядові війська, на більшій частині території Полтавської і Харківської губерній, які були охоплені заворушеннями селян, проводилися жорстокі розправи. В Хрестищі були заарештовані і віддані під суд 12 осіб. Не було спокійно в селі і в наступні роки.
З 1966 р. життя селян визначає Хрестищенське газове родовище.
В 60-ті роки різко зріс видобуток «блакитного палива» за рахунок освоєння Шебелинського родовища на Харківщині. У 1966 р. було виявлено найбільше в Україні (після Шебелинського) Хрестищенське газове родовище. За запасами газу воно входить до п'ятірки найбільших родовищ Європи. Вчені підрахували, що обсяг покладів енергоносіїв в цьому районі досягає 300 млрд м³. У 1977 р. за відкриття й освоєння Хрестищенського родовища групі робітників, інженерів і вчених було присуджено Державну премію УРСР. Розвідка покладів була складною, оскільки тут виявилася велика відмінність у будові верхніх і нижніх пластів землі. Основні газові поклади розташовувалася на досить великих глибинах. У міру падіння видобутку на Шебелинці, дефіцит повністю перекривався за рахунок збільшення обсягу видобутку газу на Хрестищенському промислі. Максимальний газовий видобуток був досягнутий в 1977 — 24 млрд м³.
Колишній орган місцевого самоврядування — Хрестищенська сільська рада.

### Ядерний вибух в околиці села
За повідомленнями сучасних ЗМІ, в околицях Хрестища 9 липня 1972 року о 10.00 було здійснено перший на території України підземний ядерний вибух (кодова назва «Факел»).
Збереглися свідчення очевидців тієї події.
У липні 1971 при бурінні нової свердловини сталася НП. Газ вирвався назовні раніше, ніж бур дійшов до запланованої глибини. Напір газоконденсату досягав сили в 400 атм. Що робити з некерованим газом інженери вирішували добу. Впоратися з некерованим газовим струменем інженерам не вдалося, і вони вирішили запалити його. До вечора наступного дня газовий фонтан перетворили на смолоскип заввишки в декілька десятків метрів. Він горів цілодобово, і в нічний час через смолоскип було світло, майже як удень. Протягом року здійснювався ряд спроб зупинити вогонь. Випробуваний метод — скинути на свердловину багатотонні бетонні плити — провалився. Подібні пожарища зазвичай приборкують перевіреним способом: розкопуванням свердловини. Але фахівці з Москви запропонували оригінальне рішення: провести підземний ядерний вибух. Для цього потрібно було пробурити збоку від експлуатаційної свердловини іншу, похилу, на глибину більше двох кілометрів і вмонтувати ядерний вибуховий пристрій. Вибух здійснювали в особливих умовах секретності, але мети досягти не вдалося — газ продовжував бити назовні. Протягом кількох місяців довелося рити кільцевий кар'єр шириною 400 і глибиною 20 м. Тільки в липні 1973 вдалося перекрити кратер, через який вирвалося на поверхню понад мільярд кубометрів газу.

## Населення
Згідно з переписом УРСР 1989 року чисельність наявного населення села становила 1126 осіб, з яких 525 чоловіків та 601 жінка.
За переписом населення України 2001 року в селі мешкало 940 осіб.

### Мова
Розподіл населення за рідною мовою за даними перепису 2001 року:
| Мова       | Відсоток |
| ---------- | -------- |
| українська | 93,35 %  |
| російська  | 5,49 %   |
| білоруська | 0,11 %   |
| молдовська | 0,11 %   |
| інші       | 0,94 %   |

## Символіка

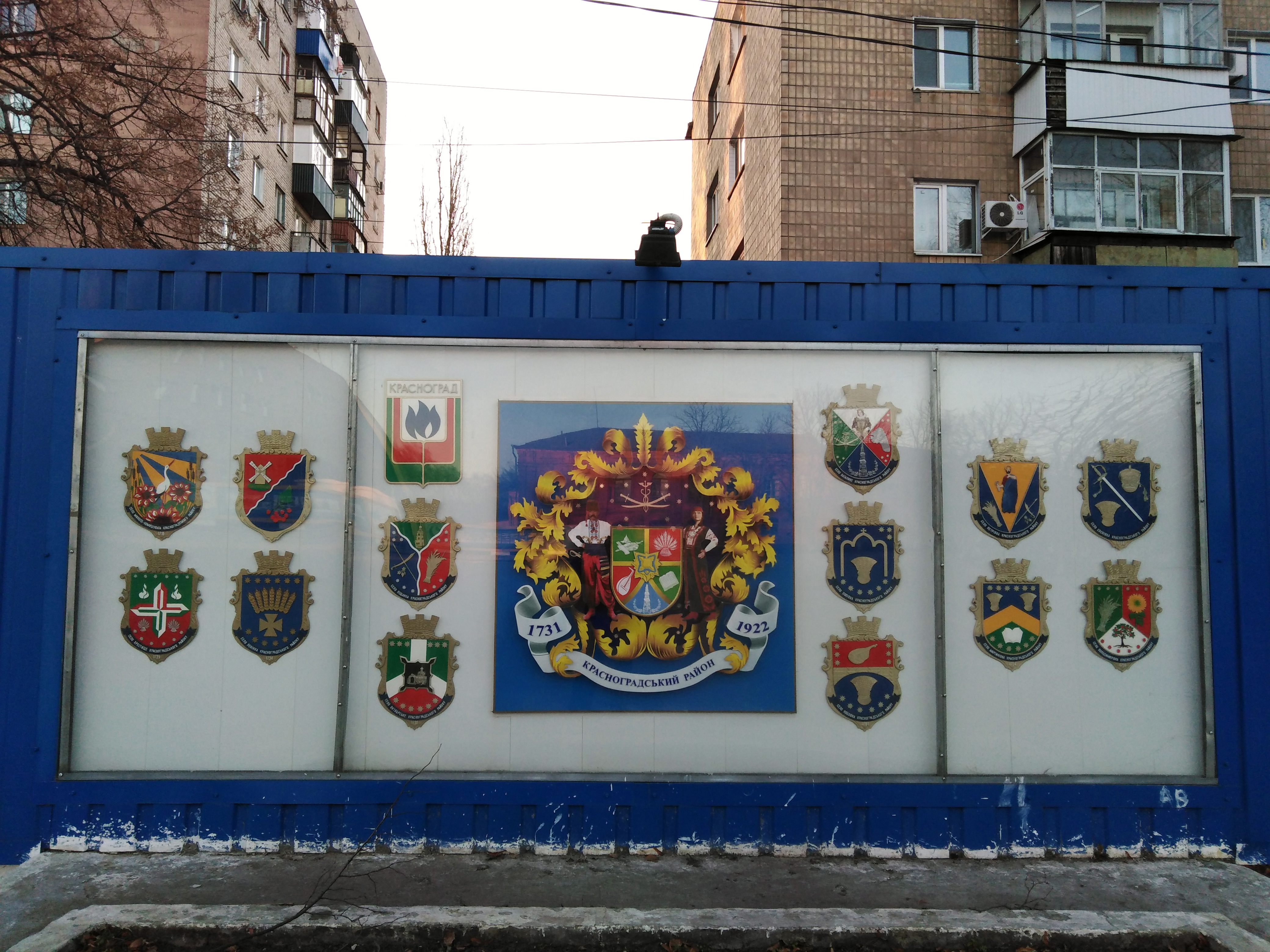
Герби населених пунктів Красноградського району серед них ліворуч, герб села Хрестище

Герб села Хрестища має форму іспанського щита, який вписано в золотий декоративний картуш, увінчаний золотою короною зі злакового колосся. Щит герба розділено трибарвним, із використанням червоного, білого і зеленого кольорів, клиноподібним хрестом на 2 частини: зелену і червону, де розміщені:
- у 1-му зеленому полі — 2 срібні зображення полум'я і 6 срібних восьмипроменевих зірок;
- на 2-му червоному полі — 2 срібні зображення колосся пшениці та 6 срібних восьмипроменевих зірок.

У нижній частині картуша розміщено стрічку синього кольору з написом срібними літерами «село Хрестище Красноградського району», а також напис срібними літерами «1735». На картуші розміщено стрічку синього кольору з написом срібними літерами «село Хрестище Красноградського району».
Зображення трикольорового клиноподібного хреста символізує перетин доріг, де в 1735 році базувався табір військ під керівництвом фельдмаршала Мініха. Крім того, клиноподібний хрест у XVIII столітті був головною фігурою полотнищ військових прапорів і використовувався на прапорах армії Мініха, бійці якої і заснували село Хрестище. Зображення срібного полум'я відображає факт виявлення на території Хрестищенської сільської ради одного з найбільших родовищ газу в Україні, обсягом близько 300 000 000 000 м3; срібних колосків пшениці — символ сільськогосподарської спрямованості регіону з давніх часів; 12 восьмипроменевих срібних зірок — факт входження сучасної території сільської ради до складу Запорізької Січі. Срібний напис на картуші герба «1735» відображає рік заснування села Хрестище.